# Mihai Tomida
Mihai Tomida (n. 1867 – d. 9 ianuarie 1928, Iași, România) a fost un om politic român, care a îndeplinit funcția de primar al municipiului Iași în perioada 27 decembrie 1916 - 1918. 
A fost profesor de științe naturale la Colegiul Național din Iași, îndeplinind apoi funcția de director al Colegiului Național din Iași (1 aprilie 1901 - 16 noiembrie 1905) și al Colegiului "Costache Negruzzi" din Iași (1 septembrie 1907 - 1 septembrie 1911).